# George Burritt Sennett
George Burritt Sennett (Sinclairville, 28 luglio 1840 – Youngstown, 18 marzo 1900) è stato un ornitologo statunitense.
Molto giovane, effettuò un viaggio in Europa, visitando l'Austria, la Baviera e la Germania e trascorrendo molto tempo a Parigi, Vienna e Norimberga.
Al suo ritorno, intraprese una brillante carriera come uomo d'affari e trascorse la maggior parte della sua vita in Pennsylvania.
Cominciò ad interessarsi agli uccelli nel 1873 o nel 1874, e iniziò a mettere insieme una propria collezione. Intraprese allo stesso tempo una corrispondenza con Elliott Coues, con il quale strinse un forte legame di amicizia.
A partire dal 1876, iniziò ad organizzare spedizioni ornitologiche allo scopo di arricchire la sua collezione. Ognuna di esse gli offrì l'occasione di pubblicare delle liste commentate degli uccelli catturati. Così, nel 1878 e nel 1879, fece pubblicare numerosi articoli sugli uccelli del Texas.
Nel 1883, donò la sua collezione di uccelli (quasi 8000 spoglie e numerosi nidi e uova) e di mammiferi (provenienti soprattutto dal Texas e dal nord-ovest del Messico) all'American Museum of Natural History di New York.
A partire dal 1886, partecipò a campagne per la protezione dei nidi di uccelli, soprattutto di quelli di specie acquatiche quali cormorani, pellicani e aironi. Nel 1890, cercò di far istituire una legge per la protezione degli uccelli, dei loro nidi e delle loro uova.
Descrisse una decina di nuove specie e sottospecie, tutte sulle pagine della rivista The Auk.
A lui sono stati dedicati un mammifero ed un insetto.